# Suipacha (udde)
Suipacha är en udde i Antarktis. Den ligger i Västantarktis. Argentina, Chile och Storbritannien gör anspråk på området.
Terrängen inåt land är kuperad. Havet är nära Suipacha åt nordost. Trakten är glest befolkad. Närmaste befolkade plats är Gonzalez Videla Station, 6,6 kilometer öster om Suipacha. 